# Вабгаонкар, Ашалата
Ашалата Вабгаонкар (маратхи आशालता वाबगांवकर; 2 июля 1941, Гоа, Португальская Индия — 22 сентября 2020, Сатара, Махараштра) — индийская актриса

 театра и кино, снявшаяся в более чем в ста фильмах на хинди и маратхи.

## Биография
Родилась 2 июля, по другим источникам 31 мая, 1941 года в Гоа.
Получила образование в области классической музыки и обучалась вокальному стилю натья сангит у пандита Джитендры Абхишеки.
Актёрскую карьеру она начала, играя в театре в пьесах на маратхи и конкани.
Свою первую роль сыграла в музыкальной драме Matsyagandha.
Среди других её пьес на маратхи: Guntata Hridhya He, Varyavarchi Varaat, Chinna и Mahananda.
В кино в первые появилась в небольшой роли приёмной матери героя Амитабха Баччана в боевике 1973 года «Затянувшаяся расплата».
Но по настоящему её талант раскрыл режиссёр Басу Чаттерджи, за роль в фильме которого «Родные и близкие» (1980) она была номинирована на премию Filmfare за лучшую женскую роль второго плана.
Затем она снялась в таких фильмах на хинди, как Ahista Ahista (1981), «Бес в ребро» (1982), «Преданный слуга» (1982), «Те семь дней» (1983), Yaadon Ki Kasam (1985) и Ankush (1986).
Среди её киноработ на маратхи — Umbartha (1982), Navari Mile Navryala (1984), Vahinichi Maya (1985) и Sutradhar (1987).
Она также написала книгу о музыке под названием «Gard Sabhovati».
В сентябре 2020 года во время съёмок телесериала Aai Mazi Kalubai в Сатаре у Ашалаты и ещё около 20 членов съёмочной группы был выявлен положительный тест на COVID-19. Ашалата была помещена в местную больницу, где находилась на искусственной вентиляции легких.
Актриса скончалась через пять дней, 22 сентября 2020 года в 4:30 утра.
У неё остался сын.